# Royal Aircraft Factory B.E.8
El Royal Aircraft Factory B.E.8 fue un biplano británico de propósitos generales, biplaza y monomotor, de la Primera Guerra Mundial, diseñado por John Kenworthy en la Royal Aircraft Factory en 1913. Fueron usadas pequeñas cantidades por el Real Cuerpo Aéreo sobre el Frente Occidental en el primer año de la guerra, siendo utilizado como entrenador hasta 1916.

## Diseño y desarrollo
El B.E.8 fue el desarrollo definitivo del anterior modelo B.E.3, y el último de la serie B.E. en ser diseñado con un motor rotativo. Los cambios principales fueron que ahora el fuselaje descansaba sobre el ala inferior, en la forma normal de un biplano tractor, y que la unidad de cola fue cambiada por la disposición del B.E.2. Se construyeron tres prototipos en Farnborough, con una larga y única cabina para ambos tripulantes. Los aviones de producción tenían dos cabinas separadas y fueron construidos por subcontratistas. El mejorado B.E.8a de 1915 tenía unas nuevas alas del tipo del B.E.2c, presentando alerones en lugar de la deformación del ala y una unidad de cola revisada.

## Historia operacional
Ambos modelos del avión entraron en servicio con el Real Cuerpo Aéreo y una pequeña cantidad sirvió en Francia en 1914 y principios de 1915, pero la mayoría fue usada en unidades de entrenamiento.

## Variantes
B.E.8
Aviones de producción con deformación del ala.
B.E.8a
Aviones de producción con alerones y cola revisada.

## Operadores
Reino Unido
- Real Cuerpo Aéreo

## Especificaciones (B.E.8)
Referencia datos: The Royal Aircraft Factory

### Características generales
- Tripulación: Dos
- Longitud: 8,3 m (27,4 ft)
- Envergadura: 11,5 m (37,7 ft)
- Altura: 2,8 m (9,3 ft)
- Superficie alar: 34,2 m² (368,1 ft²)
- Planta motriz: 1× motor rotativo radial de siete cilindros refrigerado por aire Gnome 7 Lambda.
  - Potencia: 60 kW (83 HP; 82 CV)
- Hélices: Bipala de paso fijo

### Rendimiento
- Velocidad máxima operativa (Vno): 110 km/h (68 MPH; 59 kt) a nivel del mar
- Alcance: 1 h, 30 min
- Tiempo a altitud: 10 min, 30 s para 914 m (3000 pies)

### Armamento
- Armas de proyectiles: Pequeñas armas operadas por la tripulación
- Bombas: 

  - 1 de 45 kg

## Aeronaves relacionadas

### Desarrollos relacionados
- Royal Aircraft Factory B.E.3

### Secuencias de designación
- Secuencia B.E._ (interna de Royal Aircraft Factory (Blériot Experimental)): ← B.E.5 - B.E.6 - B.E.7 - B.E.8 - B.E.9 - B.E.10 - B.E.11 →